# Helene Bechtel
Helene Bechtel, Pseudonym Sascha Elfa (* 15. November 1866 in Unterreichenbach (Birstein); † 22. Mai 1945 in Wiesbaden) war eine deutsche Schriftstellerin.

## Leben
Helene Bechtel war das älteste Kind und die einzige Tochter des Pfarreiverwesers und späteren Pfarrers von Ravolzhausen Johann Philipp Eberhard Bechtel (1840–1912) und der Amalie, geb. Wagner (1841–1914). Ihr Bruder Otto (1868–1939) wurde Konteradmiral der Reichsmarine.
Sie wuchs in Unterreichenbach auf, die Familie ging aber bereits 1868 nach Ravolzhausen. Bechtel wurde gemeinsam mit ihren zwei Brüdern durch ihren Vater unterrichtet, bevor sie eine höhere Privatschule in Hanau besuchte und hier bei den Großeltern wohnte.
Später begann sie für ein Jahr ein Studium der fremden Sprachen an einem Dameninstitut in Kassel. Sie begann Gedichte, Märchen und Liedtexte zu verfassen.
Dein Blick, dein Wort, 1901 veröffentlicht, lautet:
Sie nahmen mich gefangen, Sie lockten mich in seinen heißen Bann; Nun fühl ich es mit ahnungsvollem Bangen, Daß dir mein Herz nicht mehr entfliehen kann.

Mein Sein und Denken ward dir ganz zu eigen, dein Gruß trägt mich durch Paradiese fort – Was ist mein Glück? – Ach, deines Hauptes Neigen, Dein Blick, dein Wort.
Oder der Spruch: Mancher versäumt das Wichtige vor lauter Wichtigtun.
Bechtel blieb unverheiratet.

## Werke (Auswahl)
- In: Hessenland, Zeitschrift für hessische Geschichte und Literatur, siebenter Jahrgang, Kassel:
  - An die Musik. Gedicht, Nr. 11, 4. Juni 1894, S. 146.
  - Das Burgfräulein. Märchen, Nr. 12, 15. Juni 1894, S. 157–160.
  - Märchen. Gedicht, Nr. 18, 17. September 1894, S. 245.
- Traum und Wunsch. Gedicht in Deutscher Roman-Zeitung, Beiblatt, Dreißigster Jahrgang, erster Band, Janke, Berlin, 1893, S. 791.
- Waldesrauschen. Gedicht, in: Neue-Musik-Zeitung, fünfzehnter Jahrgang, Nr. 22, Grüninger, 1894, S. 268.
- Ständchen. Gedicht, 1899 als Lied für eine Singstimme mit Begleitung durch Klavier veröffentlicht
- Im Hessischen Dichterbuch von Wilhelm Schoof, Elwert, 1901, als Sascha Elfa:
  - Traum und Wunsch, S. 326.
  - Es steht ein alter Brunnen, S. 326.
  - Du gleichst dem stillen Wasser, S. 327.
  - Dein Blick, dein Wort, S. 327.
- An den Brunnquell tritt die Nacht.... In: Hessenland, Zeitschrift für hessische Geschichte und Literatur. XV. Jahrgang, Nr. 18, Kassel, 17. September 1901, S. 239.
- Frieden im Liede: Nr. 1 Hilferuf. Lied, 1904.
- Zwei Wünsche. Gedicht, in: Neue-Musikzeitung, Band 28, Grüninger, 1906, S. 4.
- Der Wand’rer am Rhein. Lied für eine Singstimme mit Begleitung durch Klavier, 1906.
- Ich weiss einen Namen. Gedicht, ca. 1910 durch Berta Bock als Op. 5, No. 5 vertont.